# Siphona siphonoides
Siphona siphonoides är en tvåvingeart som först beskrevs av Gabriel Strobl 1898.  Siphona siphonoides ingår i släktet Siphona och familjen parasitflugor. Inga underarter finns listade i Catalogue of Life.